# Unidas Podemos
Unidas Podemos (in italiano Unite possiamo), precedentemente Unidos Podemos (Uniti possiamo), è stata un'alleanza spagnola formata dal maggio 2016 al 9 giugno 2023 da Podemos, Izquierda Unida, Equo e altre formazioni di sinistra, come coalizione in vista delle elezioni generali del 26 giugno 2016. Dal 2019 il nome dell'alleanza è stato modificato in quello attuale come riconoscimento al movimento femminista e all'unità delle forze di sinistra.

## Storia

### Il processo costituente e le elezioni politiche
Unidos Podemos nasce dopo il fallimento delle trattative per formare un nuovo governo dopo le elezioni generali del 2015. Durante queste trattative Podemos e Izquierda Unida, che avevano corso con liste separate, se non nelle Comunità Autonome della Catalogna e della Galizia, hanno annunciato la volontà di unire le forze in caso di nuove elezioni. La trattativa tra le due formazioni viene ufficializzata il 30 aprile 2016, con Izquierda Unida che organizza una consultazione interna in cui si chiede a militanti e simpatizzanti di esprimersi sull'opportunità di continuare la trattativa.
Il 9 maggio viene annunciato il raggiungimento di un accordo tra Podemos, IU e il partito ecologista Equo per la composizione delle liste. L'accordo non affronta le divergenze programmatiche e stabilisce che saranno oggetto di difesa collettiva le proposte contenute nel programma comune da stilare. Per validare l'accordo vengono svolte consultazioni interne alle tre formazioni politiche.
|            | Voti  | %     |
| ---------- | ----- | ----- |
| Favorevoli | 16963 | 84,5% |
| Contrari   | 2632  | 13,1% |
| Astenuti   | 491   | 2,4%  |
| Totale     | 20086 | 100%  |
| Affluenza  | 28%   | 28%   |

|            | Voti   | %      |
| ---------- | ------ | ------ |
| Favorevoli | 20 302 | 87,85% |
| Contrari   | 2433   | 10,53% |
| Astenuti   | 374    | 1,62%  |
| Totale     | 23 109 |        |
| Affluenza  | 32,08% | 32,08% |

| Respuesta  | Voti    | %      |
| ---------- | ------- | ------ |
| Favorevoli | 141 649 | 98,00% |
| Contrari   | 2787    | 1,93%  |
| Astenuti   | 104     | 0,07%  |
| Totale     | 144 540 |        |
| Affluenza  | 34,92%  | 34,92% |

|            | Voti   | %      |
| ---------- | ------ | ------ |
| Favorevoli | 858    | 91,96% |
| Contrari   | 56     | 6,00%  |
| Astenuti   | 19     | 2,04%  |
| Totale     | 933    |        |
| Affluenza  | 27,49% | 27,49% |

Il nome Unidos Podemos è stato infine annunciato il 13 maggio.
Le elezioni portano a un guadagno di due seggi rispetto alle consultazioni precedenti, anche se in termini di voti assoluti la coalizione perde più di un milione di voti.

### Da Rajoy a Sánchez
Dopo le elezioni, i membri di Unidos Podemos partecipano ai negoziato col primo ministro incaricato Pedro Sánchez, che falliscono per la mancata intesa programmatica, tra il 2 e il 4 marzo votano contro l'investitura dello stesso Sánchez, sostenuto invece dal PSOE e da Ciudadanos. I membri di Unidos Podemos votano contro anche all'investitura del popolare Mariano Rajoy che passa il 29 ottobre, grazie all'appoggio di Ciudadanos e all'astensione del PSOE.
Il 26 maggio 2018 viene annunciata l'intenzione di presentare la coalizione alle elezioni europee col nome Unidos Podemosa Cambiar Europa.
Il 1º giugno, i membri di Unidos Podemos votano a favore della mozione di censura a Rajoy proposta da Sánchez. Con la maggioranza ottenuta dalla mozione, secondo la legge spagnola, Sánchez diventa automaticamente capo del governo. Il 4 giugno Sánchez annuncia che il suo esecutivo sarà un governo di minoranza, con soli ministri del PSOE e nessun membro di UP.
Nei mesi successivi alla formazione del governo Sánchez, si svolge una lunga trattativa sulla legge finanziaria che si conclude con un accordo tra Sánchez e Iglesias per una manovra in cui vengono accolte diverse richieste di UP, tra cui un incremento delle spese sociali e la possibilità di imporre tetti all'aumento degli affitti.

### Unidas Podemos
Alle elezioni generali dell'aprile 2019 la coalizione, che si presenta col nome Unidas Podemos a rappresentare l'unità delle sinistre e il femminismo, ottiene il 14,31% dei voti e 42 seggi, perdendone 29.
Alle elezioni europee assume il nome Unidas Podemos cambiar Europa e ottiene il 10,07% dei voti e sei seggi.
In seguito alla scissione di Íñigo Errejón in seno a Podemos e alla mancata formazione di un governo nella XIII legislatura, Equo e Compromis hanno abbandonato l'alleanza per entrare nella nuova lista di Errejon, Más País.
Alle elezioni generali di novembre successivo arretrano ancora ottenendo il 12,84% e 35 seggi. Dopo le elezioni Unidas Podemos firma col PSOE un patto di governo per creare un governo di coalizione.
Il 9 giugno 2023 l'alleanza venne sciolta per confluire nel nuovo progetto elettorale Sumar.

## Partiti membri e confluenze
Oltre ai tre partiti originali, Unidos Podemos fu costituito da un gruppo di partiti e alleanze a livello nazionale e a livello di comunità autonome.
Dell'alleanza ha fatto parte anche la piattaforma Segoviemos, disciolta nel dicembre 2016.
In alcune comunità autonome, Unidos Podemos era collegata alle cosiddette "confluenze territoriali".
| Partito | Partito                                          | Ideologia                                        | Leader                              | Note                   |
| ------- | ------------------------------------------------ | ------------------------------------------------ | ----------------------------------- | ---------------------- |
|         | Podemos                                          | Socialismo democratico, populismo di sinistra    | Pablo Iglesias                      |                        |
|         | Izquierda Unida                                  | Comunismo, socialismo democratico                | Alberto Carlos Garzón Espinosa      |                        |
|         | Equo                                             | Ecosocialismo                                    | Rosa Martínez, Juan López de Uralde | Fino al settembre 2019 |
|         | Unidad Popular en Común                          | Socialismo democratico                           | Alberto Carlos Garzón Espinosa      |                        |
|         | Construyendo la Izquierda-Alternativa Socialista | Socialismo democratico                           | Carlos Martínez, Odalys Padrón      |                        |
|         | Més per Mallorca                                 | Nazionalismo catalano, socialismo democratico    | David Abril, Bel Busquets           |                        |
|         | Batzarre                                         | Comunismo, nazionalismo basco                    | Milagros Rubio                      |                        |
|         | Izquierda Asturiana                              | Nazionalismo asturiano, socialismo democratico   | Faustino Zapico Álvarez             |                        |
|         | Izquierda Castellana                             | Nazionalismo castigliano, socialismo democratico | Doris Benegas                       |                        |
|         | Democracia Participativa                         | Democrazia diretta                               | Miguel Prados Rodriguez             |                        |

| Partito | Partito                           | Ideologia                                     | Leader                      | Note                   |
| ------- | --------------------------------- | --------------------------------------------- | --------------------------- | ---------------------- |
|         | Podem                             | Socialismo democratico, populismo di sinistra | Noelia Bail                 |                        |
|         | Iniziativa per la Catalogna Verdi | Ecosocialismo                                 | Dolors Camats, Joan Herrera |                        |
|         | Sinistra Unita e Alternativa      | Comunismo, socialismo democratico             | Joan Josep Nuet             |                        |
|         | Equo                              | Ecosocialismo                                 |                             | Fino al settembre 2019 |
|         | Barcelona en Comú                 | Municipalismo                                 | Ada Colau                   |                        |

| Partito | Partito                          | Ideologia                                     | Leader                 |
| ------- | -------------------------------- | --------------------------------------------- | ---------------------- |
|         | Podemos Galizia                  | Socialismo democratico, populismo di sinistra | Carmen Santos Queiruga |
|         | Esquerda Unida                   | Comunismo, socialismo democratico             | Eva Solla              |
|         | Anova - Fratellanza Nazionalista | Socialismo, nazionalismo galiziano            | Antón Sánchez          |

| Partito | Partito                            | Ideologia                                     | Leader               | Note                  |
| ------- | ---------------------------------- | --------------------------------------------- | -------------------- | --------------------- |
|         | Podemos Comunità Valenciana        | Socialismo democratico, populismo di sinistra | Antonio Estañ        |                       |
|         | Sinistra Unita Comunità Valenciana | Comunismo, socialismo democratico             | Ignacio Blanco Giner |                       |
|         | Compromís                          | Ecosocialismo, nazionalismo valenciano        | Enric Morera         | Fino a settembre 2019 |

## Risultati elettorali
| Anno          | Seggi    | ±  | Voti           | %     | ±      | Leader         | Posizione               | Note                                              |
| ------------- | -------- | -- | -------------- | ----- | ------ | -------------- | ----------------------- | ------------------------------------------------- |
| 2016          | 71 / 350 |    | 5 087 538 (3º) | 21.15 | 3,34%a | Pablo Iglesias | Opposizione Maggioranza | a Rispetto alla somma di Podemos e Unidad Popular |
| 2019          | 42 / 350 | 29 | 3 732 929 (4º) | 14.32 | 6,83%  | Pablo Iglesias | Maggioranza             |                                                   |
| Novembre 2019 | 35 / 350 | 7  | 3 097 185 (4º) | 12.84 | 1,84%  | Pablo Iglesias | Maggioranza             |                                                   |

Dopo le elezioni del 2016, alle Corti Generali 67 deputati hanno formato il gruppo Unidos Podemos - En Comu Podem - En Marea. 4 deputati formano invece la compomente di Compromis all'interno del gruppo misto.
| Anno          | Seggi    | ±a | Leader         | Note                                              |
| ------------- | -------- | -- | -------------- | ------------------------------------------------- |
| 2016          | 16 / 208 | 3  | Pablo Iglesias | a Rispetto alla somma di Podemos e Unidad Popular |
| 2019          | 0 / 208  | 16 | Pablo Iglesias |                                                   |
| novembre 2019 | 0 / 208  | 0  | Pablo Iglesias |                                                   |

| Anno | Seggi  | ±a | Voti           | %     | ±a    | Leader         | Note                                                |
| ---- | ------ | -- | -------------- | ----- | ----- | -------------- | --------------------------------------------------- |
| 2019 | 6 / 54 | 5  | 2 252 378 (4º) | 10.05 | 7,96% | Pablo Iglesias | a Rispetto alla somma di Podemos e Izquierda Plural |